# Luna E–8–201
A Luna E–8–201 (Luna–15A) harmadik generációs szovjet holdautomata, a Luna-program része.

## Küldetés
Feladata lett volna, hogy a Hold körüli pályáról a Lunohod-program keretében, sima leszállással egy távvezérlésű holdautomatát indítson kutatóútjára.

## Jellemzői
Építette és üzemeltette az OKB–1 (oroszul: Особое конструкторское бюро №1, ОКБ-1), később Lavocskin-tervezőiroda.
1969. február 19-én a Bajkonuri indítóbázisról, négylépcsős, az emelkedést segítő szilárd hajtóanyagú segédrakéták párhuzamos elrendezésével, egy Proton-K hordozórakétával (8K78K) kívánták Föld körüli parkolópályára  állítani. Tömege 5590 kilogramm volt. Indítás után 15 kilométer magasságban (9.3 másodperc) technikai okok miatt a rakéta felrobbant.

## Külső hivatkozások
- Luna E–6LS–112. zarya.info. [2012. december 26-i dátummal az eredetiből archiválva]. (Hozzáférés: 2013. január 25.)
- Luna E–6LS–112. skyrocket.de. (Hozzáférés: 2013. január 25.)

| Elődje: Luna–14 | Luna-program 1969–1976 | Utódja: Luna E–8–5–402 |